# Mylabris behanzini
Mylabris behanzini es una especie de coleóptero de la familia Meloidae.

## Distribución geográfica
Habita en Benín.